# عبد الرفيع الشنقيطي
عبد الرفيع الشنقيطي (1937 - 5 ماي 2008) هو ملحن مغربي راحل يعتبر من أبرز الملحنين المغاربة، تعامل مع عدة فنانين كبار من بينهم عبد الهادي بلخياط، محمد الحياني، عبد المنعم الجامعي.

## المشوار
ولد الراحل عبد الرفيق الشنقيطي سنة 1937 بمراكش، مدينة الفرحة والفرجة، التي ألهمته منذ طفولته الإحساس الفني، الذي سيظهر في جل أعماله الفنية في ما بعد.
في سن مبكرة، شغف عبد الرفيق الشنقيطي المتحذر من عائلة علم قدمت بلد المليون شاعر موريتانيا وتحديدا من مدينة العلماء شنكيط إلى مراكش، بالشعر والفن والموسيقى.
كان من الطبيعي أن تتعود أذن الشنقيطي، على تذوق الشعر، وسماع الأهازيج الشعبية، وأغاني الملحون، التي كانت تطبع مدينة مراكش، لينمو عنده هاجس الارتباط بالفن وبالموسيقى.
سنة 1960، شارك الشنقيطي في تأسيس جوق خاص، ضم كلا من محمد الشراف، وعبد الله عصامي، ومحمد عصامي، وعمر بلمختار، ومحمد شقيق. بعد ذلك، انتقل الشنقيطي إلى مدينة الرباط، التي استقر بها طالبا موسيقيا وأستاذا لآلة الكمان بالمعهد الوطني للموسيقى والرقص ومعهد مولاي رشيد للموسيقى الأندلسية بالرباط ومعاهد أخرى، إلى أن تقاعد في أواخر سنة 2000.
كانت رائعة «أنا راضي بالعذاب» هي الأغنية التي ولج بها الراحل عبد الرفيق الشنقيطي عالم الأغنية المغربية وهي من كلمات الزجال علي الحداني وأداء الفنان فتح الله المغاري سنة 1963، الذي أدى مجموعة كبيرة من الأغاني الناجحة للشنقيطي مثل أغنية «يا راجعين بالسلامة» وهي أغنية دينية تغنت بالحج عام 1965 وأغنية«زينة» وهي أيضا، من كلمات الراحل علي الحداني، كما تعامل مع معظم رواد الأغنية المغربية، بحيث لحن للراحل إسماعيل أحمد قصيدة «صبابة» وهي للشاعر العربي مالك بن المرحل، وتعامل أيضا، مع المطرب عبد الهادي بلخياط في أغاني «فكر في» عام 1965، و«لمسافر»، و«دمعة الفراق» عام 1973، و«هذا أنت هذا ميعادك»، والراحل محمد الحياني في أغاني«الشفاه الحمر» وهي من كلمات الشاعر عبد الرفيع الجوهري، و«شفت عيون»، والمطرب عبد المنعم الجامعي في «جا في الميعاد» 1970، وغيثة بنعبد السلام في «أول ميعاد» و«الزين» عام 1984 والبشير عبدو في «يا عجبا» و«احنا مغاربة» ومحمود الإدريسي وعتيقة عمار وغيرهم. وضع الشنقيطي ألحان العديد من الأعمال المسرحية الغنائية الوطنية «شجرة الأوفياء»، والمسرحية الغنائية الوطنية مع الفرقة الوطنية للمسرح الوطني «الأبطال»، والمسرحية الهزلية الغنائية «هبل تربح» مع فرقة النخيل المراكشية.
كما كان عضوا في الجوق السمفوني التابع لوزارة الشؤون الثقافية، الذي تأسس في الثمانينيات من القرن الماضي، بقيادة المايسترو أحمد عواطف.

## الوفاة
في الخامس من ماي 2008، لفظ الشنقيطي، آخر أنفاسه، بعد أن أغنى ريبرتوار الأغنية المغربية بالعديد من الألحان الخالدة.
عرف الفنان الشنقيطي بالتواضع الجم، والعمل في صمت، والسعي إلى مد جسور المحبة مع جميع الأجيال الفنية. يقول عنه عبد الواحد التطواني «عبد الرفيق الشنقيطي كان من كبار الملحنين الذين أنجبتهم هذه المملكة، وفيا لروح الطابع المغربي الأصيل كثيرا… كنا نلتقي رفقة العربي الكوكبي عبد المنعم الجامعي، عبد الحميد بن إبراهيم، المحجوب الراجي، عبد القادر وهبي، فكنا نقضي أجمل الأوقات التي تركت لدي ذكريات عديدة وبعض الصور ومجموعة من الأغاني، بلغت أزيد من عشرة أعمال كلها مازالت محفورة في ذاكرتي بدءا من أعمال المسرحية الغنائية الوطنية شجرة الأوفياء والمسرحية الغنائية الوطنية مع الفرقة الوطنية للمسرح الوطني ومشاركة الفنان البشير عبدو» الأبطال«، ثم المسرحية الهزلية الغنائية» هبل تربح«مع فرقة النخيل المراكشية، أعمال لن أنساها أحتفظ بها في ربيتواري الغنائي، وسأظل أذكره ما حييت»